# NGC 389
NGC 389 ist eine Linsenförmige Galaxie vom Hubble-Typ S0/a im Sternbild Andromeda am Nordsternhimmel. Sie ist schätzungsweise 246 Millionen Lichtjahre von der Milchstraße entfernt und hat einen Durchmesser von etwa 95.000 Lichtjahren.

Im selben Himmelsareal befindet sich u. a. die Galaxie NGC 393.
Das Objekt wurde am 6. September 1885 von dem US-amerikanischen Astronomen Lewis A. Swift entdeckt.